# Medienfrauentreffen
Das Medienfrauentreffen, auch bekannt als Herbsttreffen der Medienfrauen, ist eine jährlich stattfindende Tagung von Frauen der Rundfunkanstalten von ARD, ZDF und ORF. Die inhaltliche Gestaltung des Treffens übernimmt jedes Jahr die federführende Rundfunkanstalt. Während des Treffens wird seit 1980 auch die Saure Gurke verliehen, ein Negativpreis der auf besonders frauenfeindliche Fernsehbeiträge von öffentlich-rechtlichen Anstalten aufmerksam machen soll.

## Ziele des Medienfrauentreffens
Übergeordnetes Ziel der Medienfrauentreffen ist, die Gleichstellung der Frau in den öffentlich-rechtlichen Medienanstalten zu thematisieren. Jedes Treffen hat eigene Schwerpunkte. Es werden dazu Vorträge und Diskussionsrunden organisiert und es wird die allgemeine Netzwerkbildung gefördert, zum Teil werden berufsbezogene Fortbildungsveranstaltungen angeboten.
Durchgehend wird eine als geschlechtergerecht geltende Besetzung der Leitungspositionen in den Rundfunkanstalten gefordert. Als sexistisch eingestufte Rundfunkinhalte sollen bekämpft werden.

## Geschichte
Das erste Treffen fand 1978 statt. Eingeladen hatte die ZDF-Frauengruppe, die sich aus Empörung über die vermeintliche Ignoranz des Fernsehratsvorsitzenden und der Machtverhältnisse gegründet hatte. In diesem Jahr trafen sich 130 Frauen aus den ARD-Rundfunkanstalten und vom ZDF in Frankfurt am Main. Ein Jahr später waren in Berlin 250 Frauen anwesend. Ab 1980 kamen auch Frauen vom ORF zum Herbsttreffen. Forderungen nach Quotierung und Frauenbeauftragten bestimmten zu dieser Zeit die Inhalte der Zusammenkünfte. Ab 1985 wurden Positionen für Frauenbeauftragte zunächst im Hessischen Rundfunk, dann in den folgenden Jahren in allen weiteren Sendeanstalten eingerichtet.
Die Teilnehmerinnen des 26. Herbsttreffens verfassten 2003 eine Resolution, in der sie forderten, Entscheidungen zur Einstellung von Frauensendungen zurückzunehmen und dem Thema Geschlechtergerechtigkeit mehr Sendezeit einzuräumen.
Die Archivseiten der Medienfrauentreffen 2001–2009 sind mittlerweile abgeschaltet, da der Veranstalter 2010 die Kosten für das Hosting nicht tragen wollte.

## Orte und Themen
- 2024 Deutsche Welle, Deutschlandradio, Phönix; Bonn; `Women united in a change world`
- 2023 Mitteldeutscher Rundfunk (MDR) Leipzig; Gemeinsam: `Starke Stimmen im Dialog`
- 2022 Westdeutscher Rundfunk (WDR) Köln; online; `Entsetzen, Empathie, Engagement, Empowerment`
- 2021 Südwestrundfunk (SWR); online; `Radikal digital, Sichtbar. Selbstbewusst. Solidarisch`
- 2020 Kein Herbsttreffen
- 2019 Hessischer Rundfunk (HR); Frankfurt; `Mehr Mäuse? Mehr Wert!`
- 2018 Bayerischer Rundfunk (BR); München; 'The sky is not the limit'
- 2017 Deutsche Welle; Bonn; 'Digitale Welt MADE BY WOMEN'
- 2016 Zweites Deutsches Fernsehen (ZDF); Mainz; „mächtig, weiblich, grenzenlos“
- 2015 Radio Bremen; Bremen; 'Groß. Nicht artig!'
- 2014 Norddeutscher Rundfunk (NDR); Hamburg; 'Mut zu mehr'··
- 2013 Rundfunk Berlin-Brandenburg (RBB) und DLR; Berlin; 'Wir sind Programm'
- 2012 Saarländischer Rundfunk (SR); Saarbrücken; 'Wir sind so n@tt'
- 2011 Mitteldeutscher Rundfunk (MDR); Leipzig; 'Selbstverständlich kompetent!'
- 2010 Westdeutscher Rundfunk (WDR); Köln; 'Die Ausstrahlung macht’s – Frauen in den Medien'
- 2009 Südwestrundfunk (SWR); Baden-Baden; 'Multitasking für Multimedia'
- 2008 Österreichischer Rundfunk (ORF); Wien; 'Blickwechsel'
- 2007 Hessischer Rundfunk (HR); Frankfurt; 'Junge Talente oder aus Erfahrung gut'
- 2006 Bayerischer Rundfunk (BR); München; 'Macht und Vorurteil'
- 2005 Deutsche Welle (DW); Bonn; 'In der Welt Zu Hause'
- 2004 Zweites Deutsches Fernsehen (ZDF); Mainz;  'Angekommen!?'
- 2003 Norddeutscher Rundfunk (NDR); Hamburg;  'Wellenschlagen'
- 2002 Ostdeutscher Rundfunk Brandenburg (ORB); Potsdam; 'Chancen gestalten'
- 2001 Sender Freies Berlin (SFB);Berlin; 'Aus allen Richtungen'
- 2000 Westdeutscher Rundfunk (WDR); Köln 'gut.besser.senden – Qualität in Hörfunk und Fernsehen'
- 1999 Radio Bremen (RB); Bremen; 'Balance-Akt'
- 1998 Saarländischer Rundfunk (SR);Saarbrücken;'Frauen im Netz'
- 1997 Südwestrundfunk (SWR); Stuttgart; 'Femme Medi@le' – 20 Jahre Herbsttreffen
- 1996 Mitteldeutscher Rundfunk (MDR); Leipzig;
- 1995 Hessischer Rundfunk (HR); Frankfurt a. M.; 'gleich nach vorn'
- 1994 Südwestfunk (SWF); Baden-Baden; 'total vernetzt'
- 1993 Bayerischer Rundfunk (BR); München; 'Frauen – Chancen für Europa'
- 1992 Zweites Deutsches Fernsehen (ZDF); 'Format weiblich'
- 1991 Norddeutscher Rundfunk (NDR); Hamburg; 'Wir sind dran'
- 1990 Westdeutscher Rundfunk (WDR); Köln; 'Frau mit Biß'
- 1989 Sender Freies Berlin (SFB) und RIAS; Berlin; '12. High Noon'
- 1988 Saarländischer Rundfunk (SR) Saarbrücken;
- 1987 Radio Bremen (RB); Bremen; 'Zum 10. Mal'
- 1986 Süddeutscher Rundfunk (SDR); Stuttgart; 'Ohne uns wird Euch Hören und Sehen vergehen'
- 1985 Hessischer Rundfunk (HR); Frankfurt; 'Neue Wellen – Dauerwellen?'
- 1984 Deutsche Welle (DW); KöLn; 'Gemeinsam bleiben wir lästig'
- 1983 Südwestfunk (SWF); Freiburg; 'Frauen in den neuen Medien'
- 1982 Bayerischer Rundfunk (BR); München;
- 1981 Norddeutscher Rundfunk (NDR); Hamburg;
- 1980 Westdeutscher Rundfunk (WDR); Köln; 'Welchen Rundfunk haben wir? Welchen Rundfunk wollen wir?'
- 1979 Sender Freies Berlin (SFB) und RIAS
- 1978 ZDF; Frankfurt a. M.[3]

## Negativpreis „Saure Gurke“
Die „Saure Gurke“ wurde erstmals 1979 verliehen. Alljährlich „würdigen“ die Medienfrauen damit eine Sendung, die althergebrachte Frauenklischees transportiert oder in anderer Weise frauenfeindlich ist.